# Lacs de l'Hérault
L'Hérault compte environ une dizaine de lacs artificiels. Certains servent à écrêter les crues, et d'autres à produire de l'électricité. La plupart ont un enjeu touristique ou économique.
Dans l'ordre décroissant de taille, on peut citer :
- le lac du Salagou, le plus grand avec 750 hectares ;
- le lac d'Avène, qui se situe dans les monts de l'Espinouse ;
- le lac de la Raviège, à cheval sur les départements de l'Hérault et du Tarn ;
- le lac de Vézoles, à 935 mètres d'altitude, dans la forêt domaniale du Somail ;
- le lac des Olivettes, plan d'eau de 40 hectares ;
- la retenue du barrage du Moulin de Bertrand, sur le cours de l'Hérault ;
- le lac de Cécélès, lac privé loué à la guinguette des amoureux[1] à Saint-Mathieu-de-Tréviers ;
- le lac du Crès, plan d'eau créé dans une ancienne carrière ;
- le lac de l'Ayrette, à la lisière de la réserve naturelle du Caroux, créé en 1959 et supprimé en 2013.

## Galerie

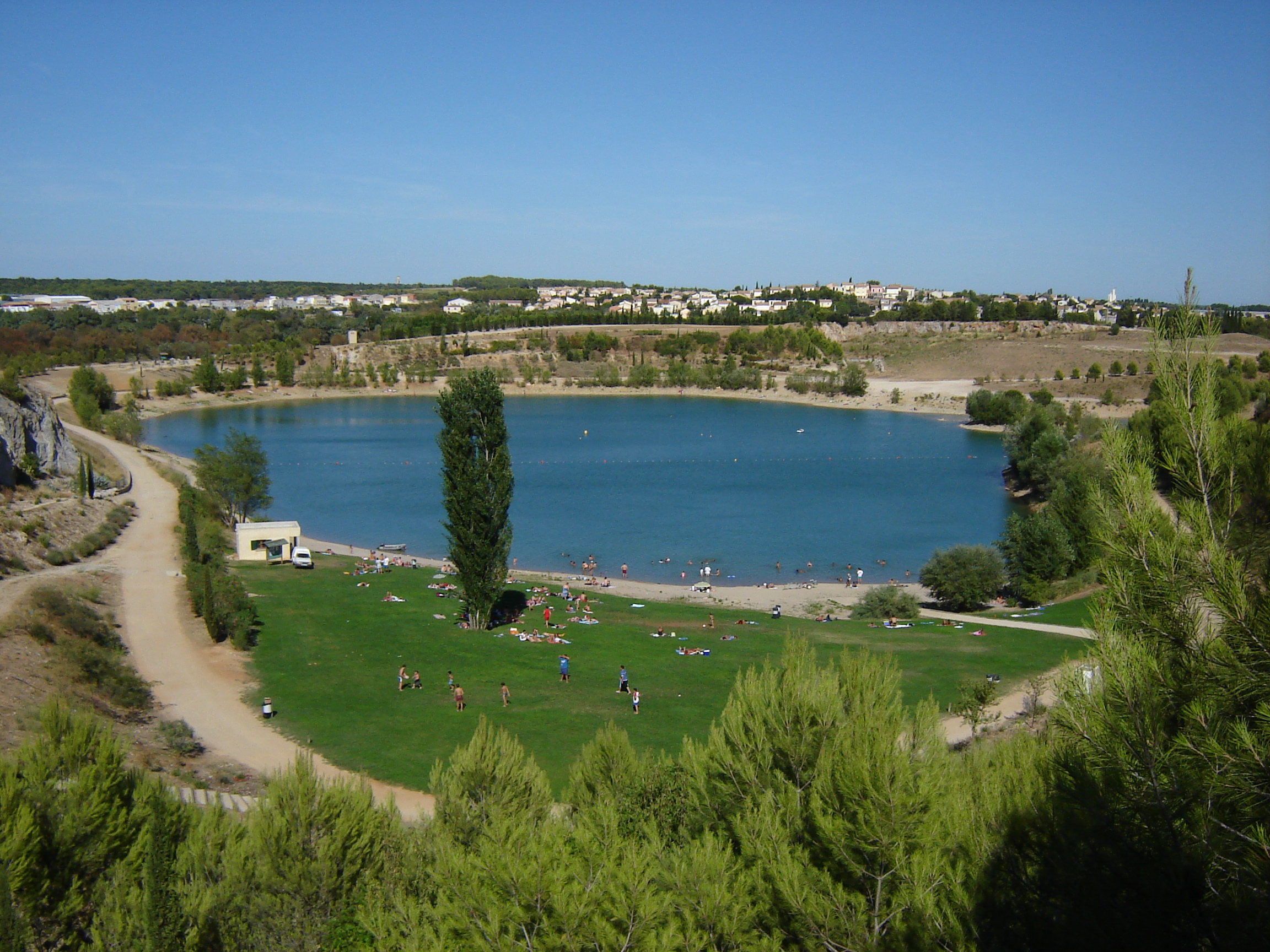
Le lac du Crès.
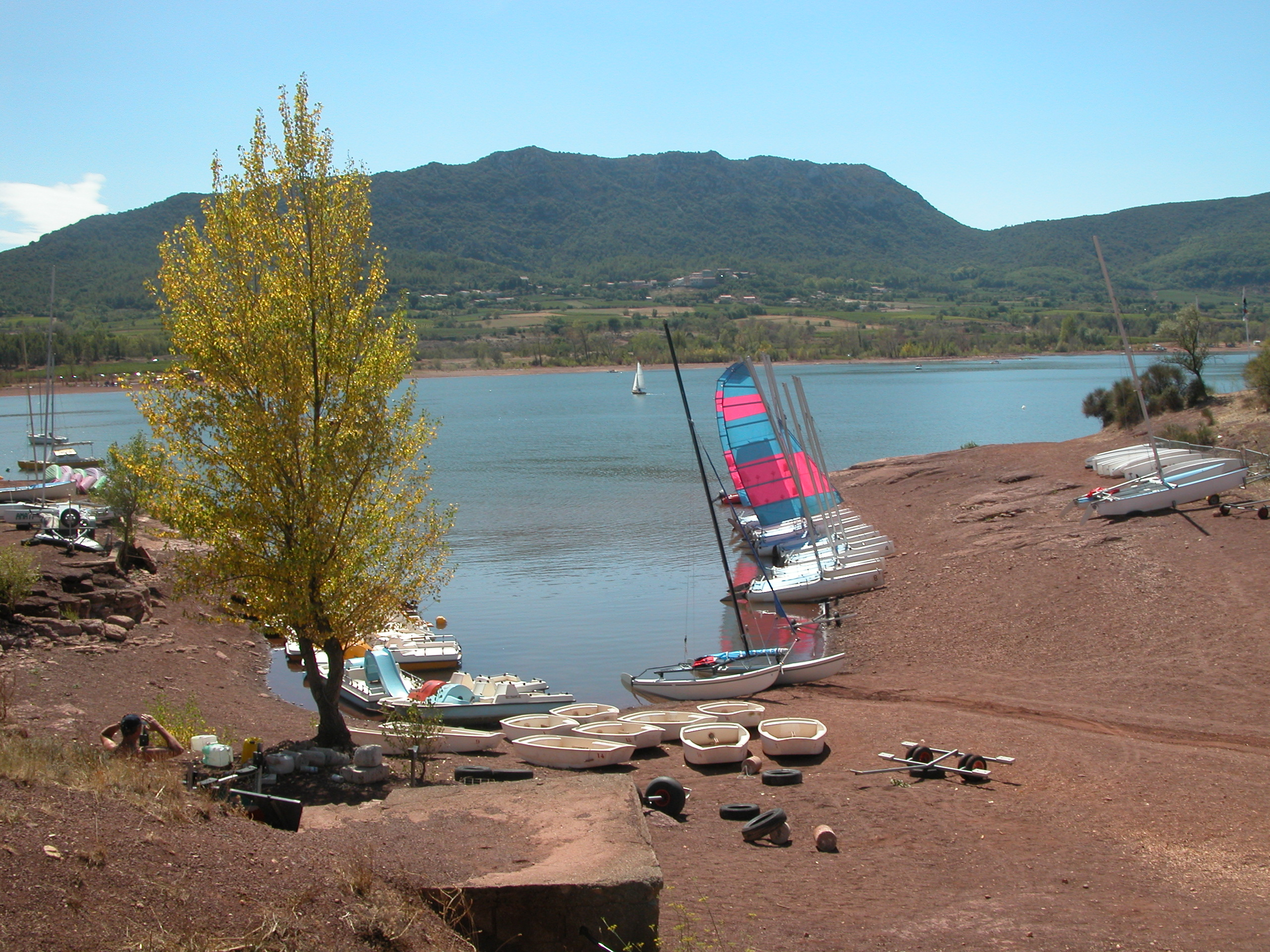
Le lac du Salagou.
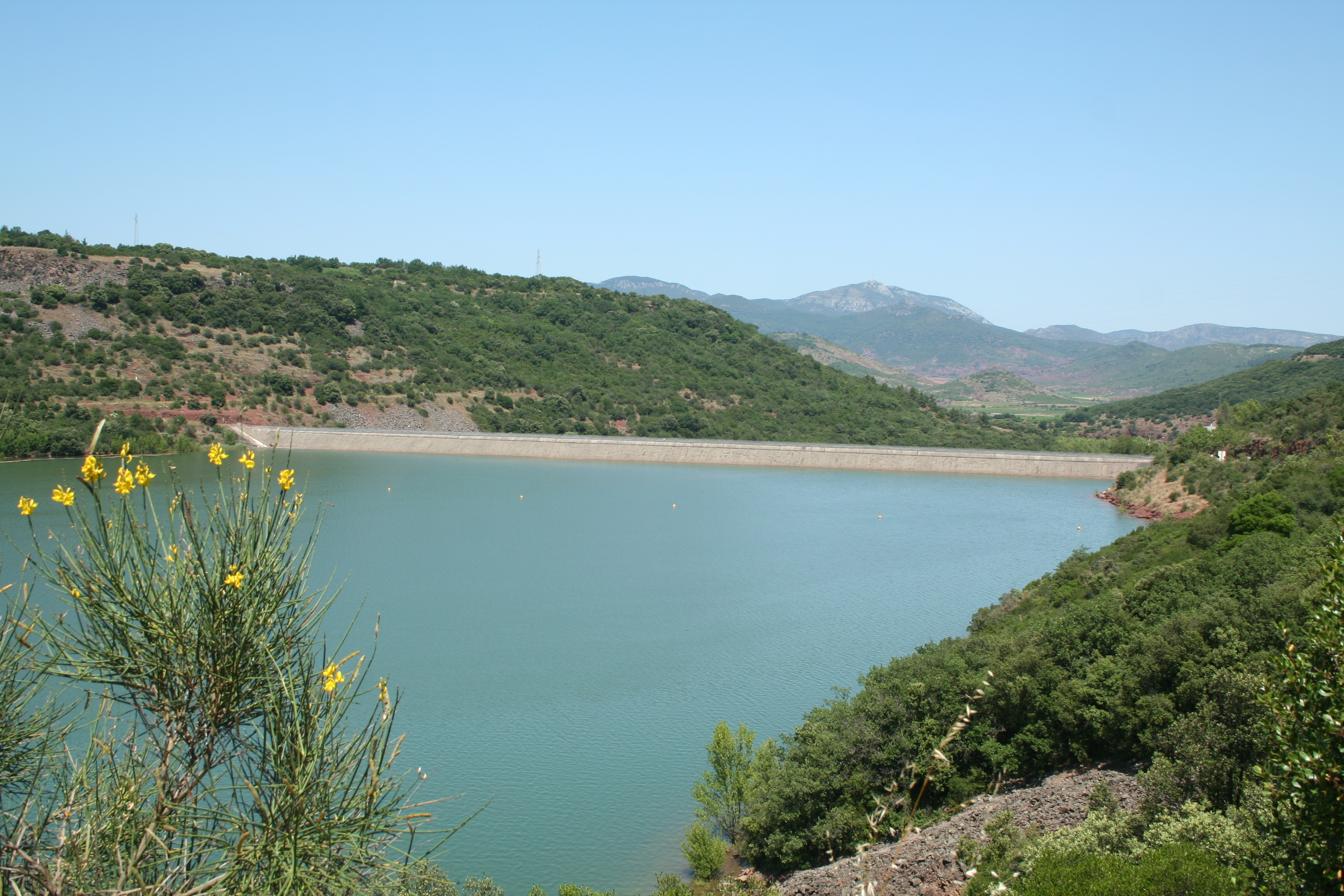
La digue du Salagou
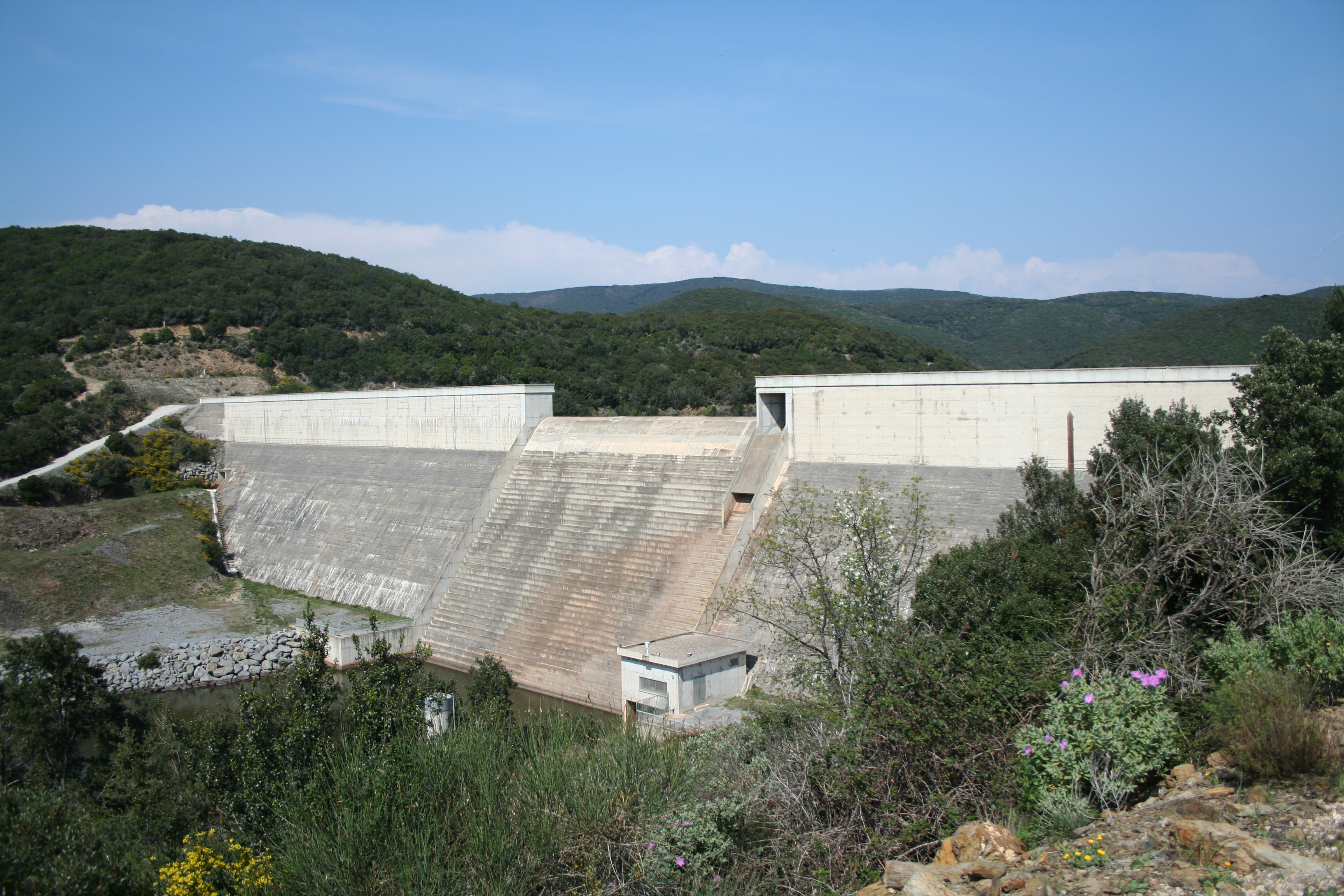
Le barrage des Olivettes.
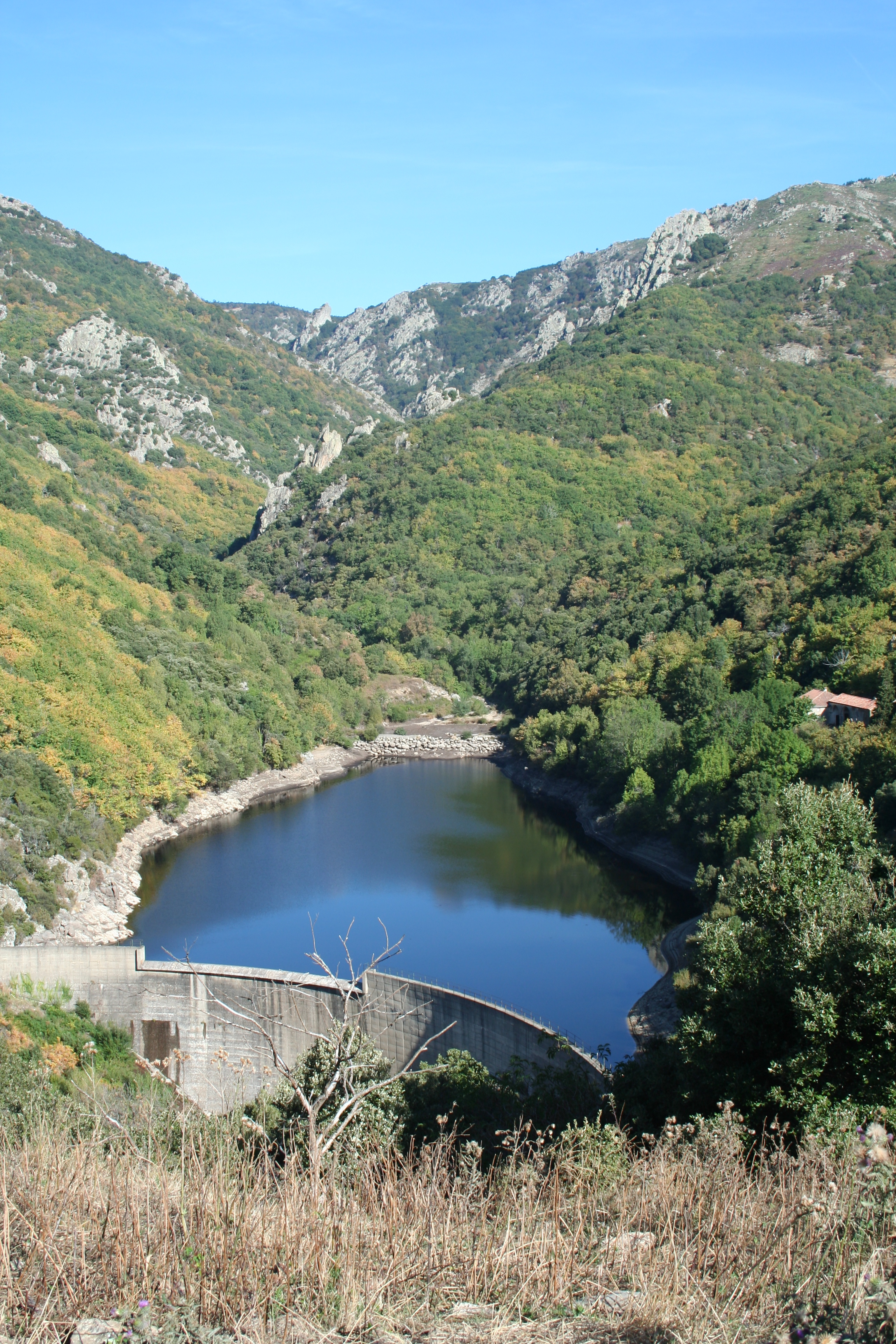
Le lac de l'Ayrette (vidé en 2013).
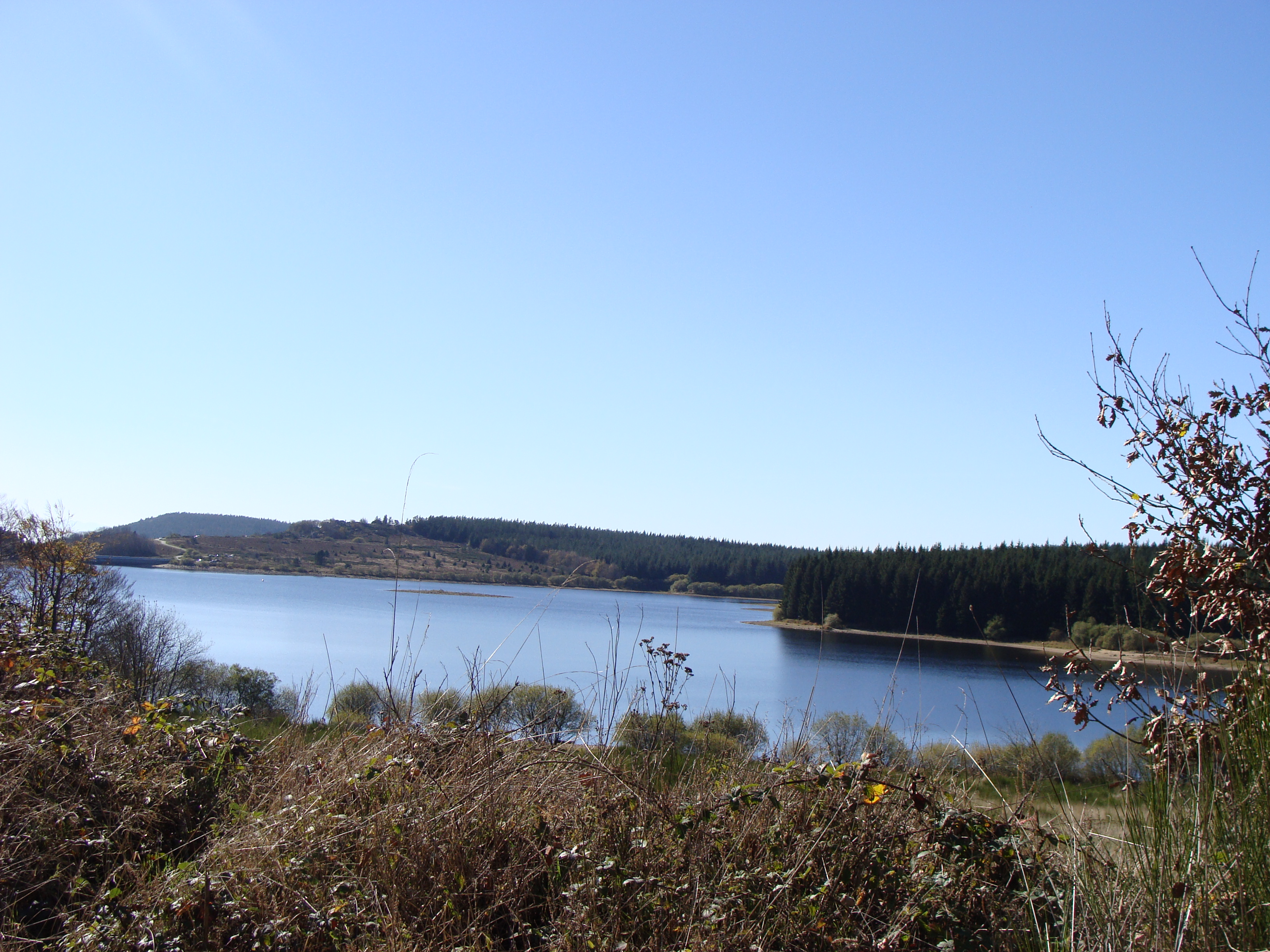
Le Lac du Saut de Vesoles
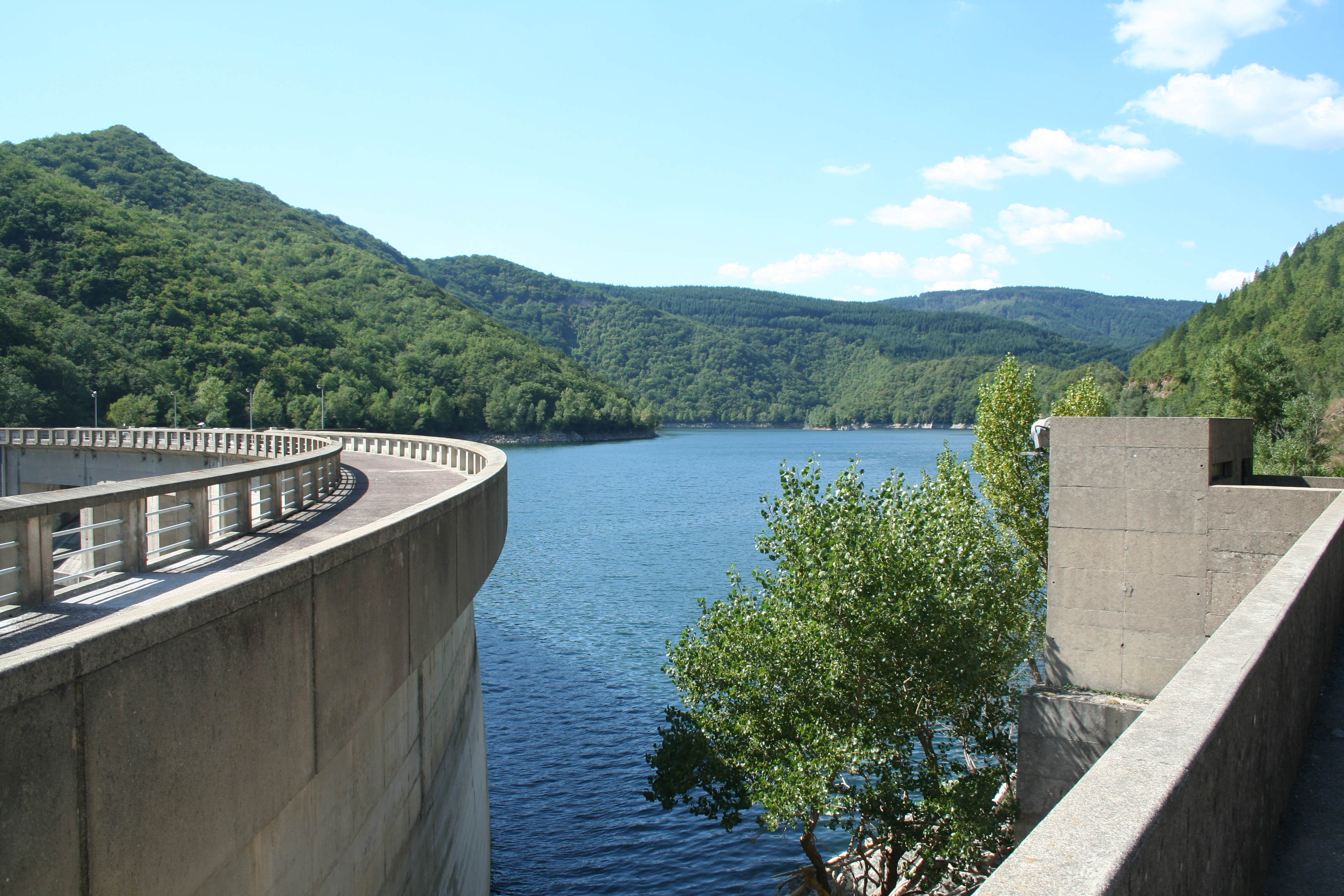
le lac d'Avène
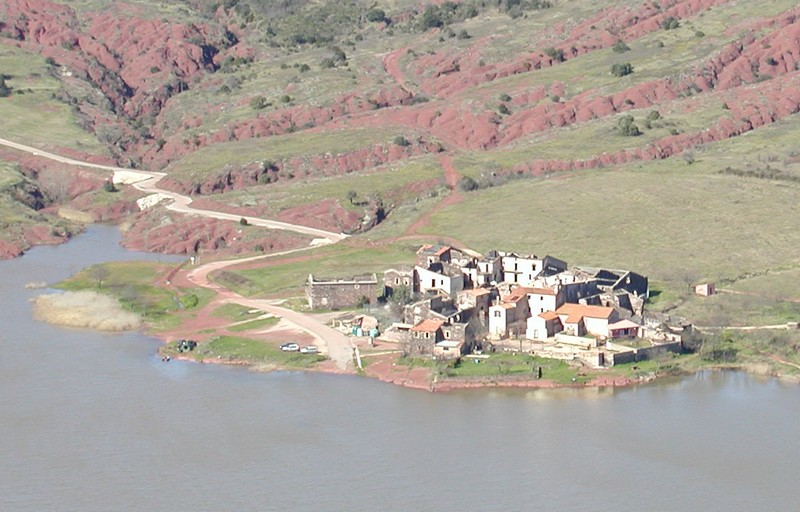
Un village qui aurait dû être immergé...